# یوجنیو ریزولینی
یوجنیو ریزولینی (انگلیسی: Eugenio Rizzolini؛ زادهٔ ۳۰ اوت ۱۹۳۷) بازیکن فوتبال اهل ایتالیا است.
از باشگاه‌هایی که در آن بازی کرده‌است می‌توان به باشگاه فوتبال اینتر میلان، باشگاه فوتبال برشا، باشگاه فوتبال نووارا، و باشگاه فوتبال آ.ث. میلان اشاره کرد.